# シドニー・アロノヴィッツ

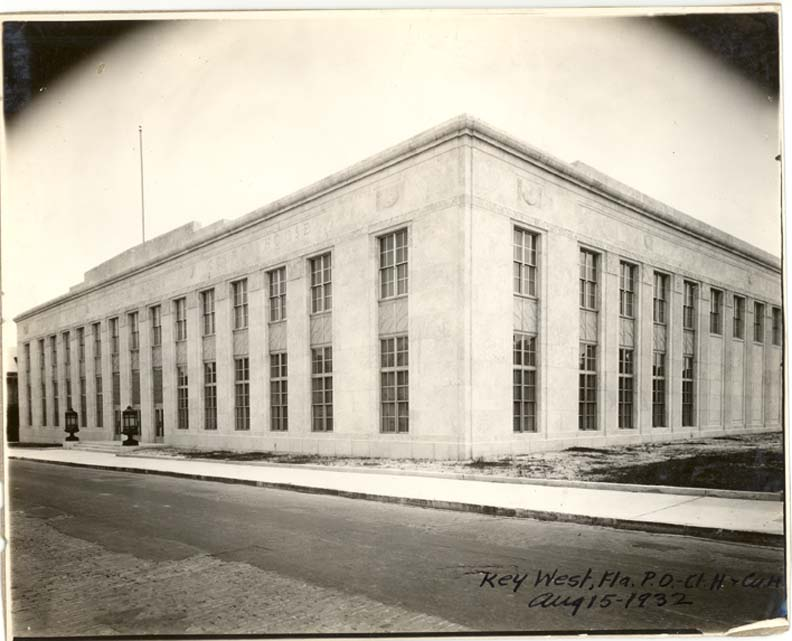
Sidney M. Aronovitz United States Courthouse

シドニー・マイヤー・アロノヴィッツ（Sidney Myer Aronovitz、1920年6月20日 - 1997年1月8日）はアメリカの弁護士、アメリカ合衆国連邦判事。
1920年、フロリダ州キーウェストで地元のルーマニア系ユダヤ人2世の織物商人の息子として生まれた。1937年、キーウェスト高校を卒業し、卒業生総代と級長を務めた。1942年にフロリダ大学で文学士の学位を取得し、1943年University of Florida College of Lawで法務博士（専門職）となった。
アメリカ陸軍に入り、1943年から1946年までCaptainを務め、ブロンズスターメダルを受賞した。1946年から1976年までマイアミで法務の仕事につき、1962年から1966年までMiami city commissioner、1965年には副市長を務めた。
アメリカ合衆国大統領ジェラルド・R・フォードにより1976年8月4日にウィリアム・マーティンズの後任として、フロリダ州南部地区連邦地方裁判所に任命された。1976年9月17日、アメリカ合衆国上院による承認を経て、4日後に許可証を受け取った。担当した判例としてはトレジャーハンターメル・フィッシャーのスペインのガレオン船アトーチャ号に関する主張が挙げられる。 1988年10月31日、senior statusに就き、1997年にマイアミで死ぬまで裁判所に残っていた。
2009年10月、大統領バラク・オバマは下院議員イリアナ・ロス・レイティネンより提出された キーウェストの米国郵便局、税関、裁判所をSidney M. Aronovitz United States Courthouseと改名する法案に署名した。